# Alie Stijl
Alie Stijl   (Amsterdam, 29 de gener de 1923 - Emmeloord, 20 de maig de 1999) va ser una nedadora neerlandesa que va competir durant la dècada de 1930.
En el seu palmarès destaca una medalla de plata en els 4×100 metres lliures del Campionat d'Europa de natació de 1938. El 12 de gener de 1940 va establir un nou rècord mundial en les 100 iardes braça. La cancel·lació dels Jocs Olímpics d'Estiu de 1940 i 1944 per culpa de la Segona Guerra Mundial van limitar la seva carrera internacional. El 1941 es va comprometre amb un soldat alemany i es va traslladar a Alemanya, on va continuar competint. Cap a 1944 va tornar als Països Baixos, i entre 1948 i 1988 va estar casada amb Johan Kistemaker.